# Nerax rufithorax
Nerax rufithorax là một loài ruồi trong họ Asilidae. Nerax rufithorax được Macquart miêu tả năm 1846. Loài này phân bố ở vùng Tân nhiệt đới.